# 特雷默爾貝格山
47°14′46″N 14°47′16″E / 47.246067°N 14.787758°E

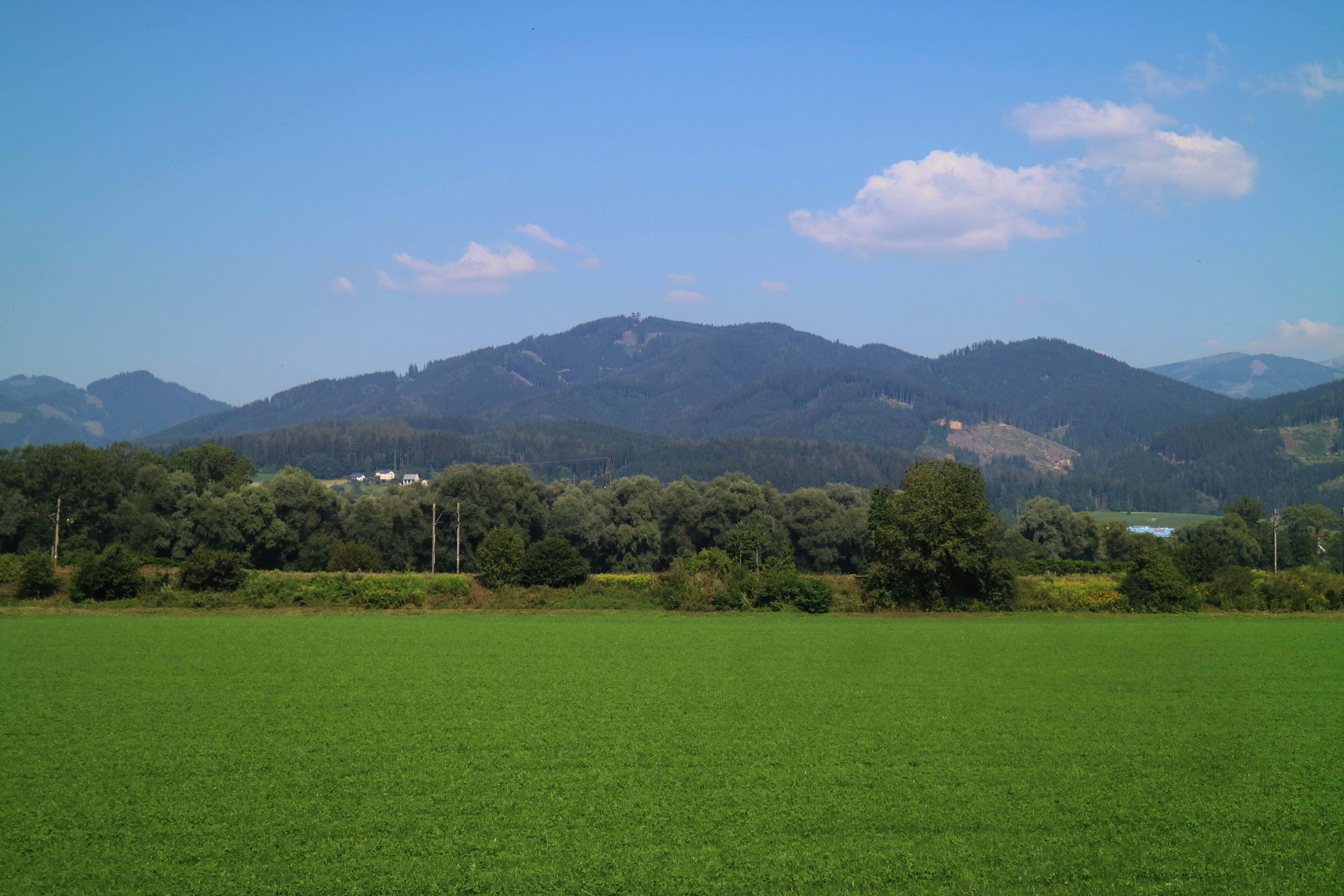

特雷默爾貝格山（德語：Tremmelberg），是奧地利的山峰，位於該國東南部，由施泰爾馬克州負責管轄，屬於塞考爾陶恩山脈的一部分，海拔高度1,194米，每年平均降雨量1,632毫米。